# Бойт, Эдвард Дарли
Эдвард Дарли Бойт (англ. Edward Darley Boit; 1842—1915) — американский художник XIX века, известный своими пейзажами и живописными видами морского побережья.

## Биография
Родился 16 мая 1842 года в Бостоне.
Учился в Гарвардской школе права, затем изучал искусство в Париже у Тома Кутюра.
Вернувшись в США, жил в Ньюпорте, штат Род-Айленд, в период с 1864 по 1871 год. Затем снова отправился в Европу, где жил и работал во Франции и Италии, иногда посещая Америку.
Выставлялся в Парижском салоне в 1870—1880 годах, а в 1914 году — в Институте искусств Чикаго.
Был близким другом Джона Сингера Сарджента, написавшего картину «Дочери Эдварда Дарли Бойта», на которой изображены четыре дочери Эдварда Бойта и его супруги — Мэри Луизы Бойт (Mary Louisa Cushing Boit, 1846—1898), в кругу друзей известной как «Isa» (её отец, негоциант Джон Перкинс Кушинг, был крупным контрабандистом опиума и филантропом). Во время своего визита в Бостон в 1887 году Джон Сарджент написал портрет жены Эдварда Бойта.
Умер 21 апреля 1915 года в Риме. Был похоронен на кладбище Saint Mary’s Episcopal Churchyard города Портсмут, штат Род-Айленд.
Эдвард Дарли Бойт был дважды женат. Первый раз на Мэри Луизе Бойт (с 1864 года). Второй раз был женат на Флоренс Маккарти Бойт (с 1897 года). В обоих браках у него были дети.